# Zwartwit

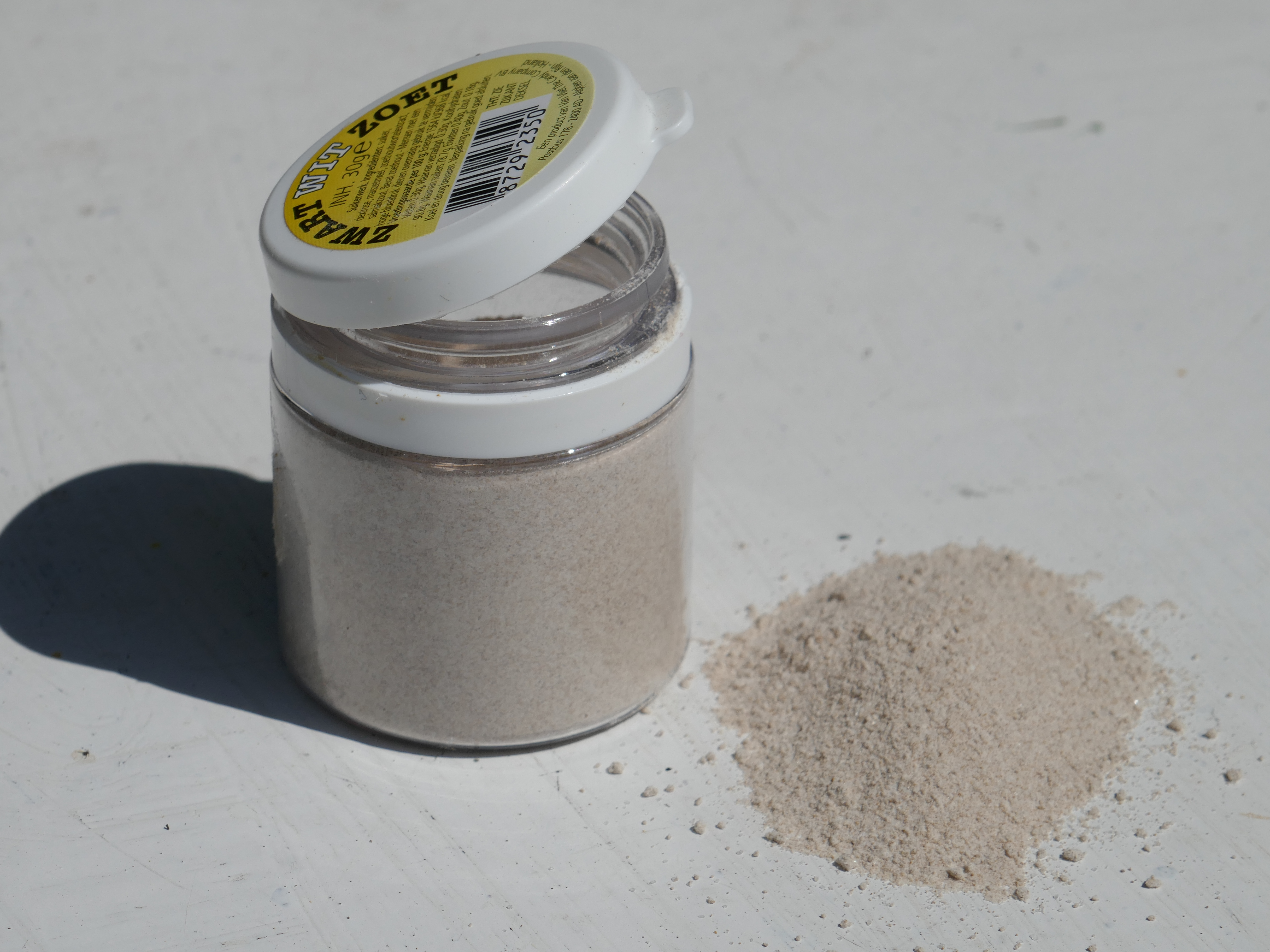
Een doosje met zwartwit

Zwartwit is een soort drop in poedervorm, waarvan de ingrediënten zwart en wit van kleur zijn.
Men gebruikt onder andere droppoeder, salmiakzout, zetmeel en (poeder)suiker voor de bereiding. Droppoeder (Latijn: extractum glycyrrhizae crudum pulveratum) is gemalen blokdrop, dat uit de wortels van de zoethoutstruik (Glycyrrhiza glabra) wordt toebereid. Het vervaardigen van blokdrop gebeurt door de zoethoutwortels in te koken en het verkregen extract te laten drogen.
Omdat het van nature bruinige droppoeder niet zuiver zwart is, krijgt het zwartwit-mengsel een grijsbruine kleur. Het wordt in zakjes, buisjes en doosjes verkocht of samengeperst als zwartwitjes en zwartwitlolly's.